# Carl Viborg
Carl Viborg (25. juli 1783 i København – 7. oktober 1844 sammesteds) var en dansk veterinær, søn af Nicolai Christian Viborg og Arine, født Bringstrup. 
Faderen var direktør ved det kongelige dugmanufaktur på Blågård, senere flyttede han til Fredericia, hvor han var inspektør ved klædemanufakturet og kommercekonsulent. Viborg blev undervist i hjemmet til sit 17. år, kom da i huset hos kapellan Bergmann i Mariager, der 1802 dimitterede ham til universitet. Efter faderens død 1801 trådte farbroderen Erik Viborg ham i 
faders sted, og under hans vejledning studerede han veterinærvidenskaben i forening med medicin og kirurgi. 
Efter i nogle år at have været hjælpelærer ved Veterinærskolen blev han 2. maj 1809 ansat som lektor med forpligtelse til at tage kirurgisk eksamen, hvilket han gjorde samme år. 1809-10 var han kandidat på Almindeligt Hospital, 1816 fik han titel af professor, og ved Erik Viborgs død 1822 blev han skolens forstander og førstelærer. 1824 blev han Ridder af Dannebrog. Som andenlærer docerede han især anatomi, fysiologi, kirurgi og farmakologi, som førstelærer især sygdomslære og hestens ydrelære. 
I Veterinærselskabets skrifter (3. bind 1818) findes flere afhandlinger af ham; af disse er navnlig en om den 1815-16 herskende Hunde-Enzooti og Vandskræk samt en om luftrørssnit hos heste af betydning. Han har tillige udgivet en del småskrifter om hesteopdræt (1824), om hestenes lungesyge (1826), om fårekopper (1831), om mund- og klovsyge (1841), om bradsot (1844), skrevet nogle afhandlinger i landøkonomiske og medicinske tidsskrifter, besørget nye udgaver af Erik Viborgs ydrelære og bog om svinet og selv udgivet en beslaglære 1837. I 1827 udkom første hæfte af Veterinærsamlinger, som desværre ikke blev fortsat. 
Viborgs arbejder er velskrevne, og traditionen går også ud på, at han var en begavet mand, livlig og selskabelig, men om han end rimeligvis i begyndelsen har gjort god fyldest som lærer, synes han efterhånden at være bleven temmelig forsømmelig. Hans virksomhed som forstander har åbenbart været uheldig. Allerede 1830 lyder der stærke klager over forholdene ved skolen, og 1837 gentogs de samme i forstærket form i dagspressen. Skolens direktion indstillede ham til afskedigelse. Han beholdt vel sin stilling, men fik tilhold om at opfylde sine forpligtelser. Han er begravet i urtegården ved Vor Frelsers Kirke.